# A História de Ana Raio e Zé Trovão
A História de Ana Raio e Zé Trovão é uma telenovela brasileira produzida pela extinta Rede Manchete e exibida originalmente de 12 de dezembro de 1990 a 13 de outubro de 1991 às 21h30, em 251 capítulos. Foi a segunda telenovela mais longa da Rede Manchete, ficando atrás de Mandacaru, que teve 259 capítulos. Substituiu Pantanal e foi substituída por O Fantasma da Ópera, até a estreia de Amazônia em dezembro  de 1991.
Escrita por Marcos Caruso e Rita Buzzar, com a colaboração de Jandira Martini, foi idealizada e dirigida por Jayme Monjardim. A codireção foi de Roberto Naar, Marcos Schechtman, Marcelo Travesso e Henrique Martins.

## Sinopse
Ana de Nazaré é órfã de mãe e mora com o pai no sul do país. Aos treze anos é estuprada por Canjerê, um ex-capataz da fazenda onde seu pai trabalha e que foi acusado de roubo por ele. Ana fica grávida e dá à luz uma menina a quem dá o nome de Maria Lua. Vingativo e sem escrúpulos, Canjerê volta à fazenda, mata o pai de Ana e rapta sua filha.
Treze anos depois, Ana de Nazaré se transforma em Ana Raio, uma afamada peoa de uma companhia de rodeios. Ela percorre o país com sua caravana e procura pela filha que foi arrancada de seus braços ainda bebê. Ao lado de Ana está João Riso, que é apaixonado por ela e que faz de tudo para agradá-la e ajudá-la a encontrar Maria Lua.
Um dia, a caravana de Ana Raio cruza com outra caravana importante, a de Dolores Estrada, cuja maior atração é o peão Zé Trovão, um rapaz que desconhece seu passado. Entre rodeios, feiras e viagens pelo Brasil, começa a emocionante história de amor de Ana Raio e Zé Trovão.

## Produção
"Ela não era ruim. Não é porque eu que escrevi, não. Ela era mal programada. Eu soube que ia escrever Ana Raio três semanas antes de acabar Pantanal. Porque eles iam fazer Amazônia e o [diretor] Jayme [Monjardim] descobriu que na Amazônia, para ver os bichos, você tinha de estar a cem metros de altura, e não tinha horizonte, era tudo fechado, então ele desistiu. Aí ele foi à Festa do Peão de Boiadeiro de Barretos para gravar uma cena de Pantanal e ficou deslumbrado com aquele mundo. Ele me chamou, pegou uma sela branca, chegou ao meio da sala e jogou: 'Ana Raio!' Pegou uma sela preta, jogou no meio da sala e disse: 'Zé Trovão!' E ficou olhando para mim. Eu falei: 'Prazer, Tarzan'. Ele disse que a história estava na cabeça e eu ia escrevê-la. E avisou: 'Quero, a cada 20 capítulos de quatro blocos, mudar de cidade e percorrer o país inteiro'. O slogan da Manchete na época era 'O Brasil que o Brasil não conhece', aí eu fui e fiz. Eu ia escrevendo a novela em um aviãozinho bimotor, literalmente nas coxas. Uma empreitada inacreditável. Foi terrível e maravilhoso ao mesmo tempo".— Marcos Caruso em uma entrevista.
Depois do sucesso de Pantanal, a Rede Manchete resolveu mostrar o "Brasil que o Brasil não conhece", com imagens de paisagens, videoclipes, com narrativa lenta, anteriormente vista em Pantanal, com a diferença de haver rodeios e músicas sertanejas na trama. As histórias iriam surgindo ao longo das estradas, sem uma temática predefinida. Não havia cenas gravadas em estúdio, mas basicamente em externas, em cidades e feiras cenográficas. Algumas locações nunca haviam sido exibidas na telenovela.

## Elenco
| Ator               | Personagem                                     |
| ------------------ | ---------------------------------------------- |
| Ingra Liberato     | Ana de Nazaré (Ana Raio)                       |
| Almir Sater        | Azelino Santos Ferreira (Zé Trovão)            |
| Almir Sater        | Azelino Ferreira                               |
| Tamara Taxman      | Dolores Estrada                                |
| Nelson Xavier      | Leopoldo Miranda (Canjerê)                     |
| Micaela Góes       | Maria Lua de Nazaré Miranda / Mariana          |
| Carlos Gregório    | Ubiratan Hernandez                             |
| Giuseppe Oristânio | João Riso                                      |
| Roberto Bomtempo   | Daniel Meira (Kid Daniel)                      |
| Valéria Alencar    | Malvina                                        |
| Geisa Gama         | Carmem (Gorda)                                 |
| Xandó Batista      | Seu Jesus                                      |
| Ângela Leal        | Velha Biga                                     |
| Lolita Rodrigues   | Verônica Santos / Elisa                        |
| Ruy Rezende        | Roberto (Bob Lamb)                             |
| Luiz Maçãs         | Getúlio Veigas (Armando Rosas)                 |
| Lu Grimaldi        | Clarice Peixoto                                |
| Íris Bustamante    | Flor Violeta Estrada                           |
| Eduardo Silva      | Nilton (Niltinho)                              |
| Andréa Cavalcanti  | Marilda (Mary Hilda)                           |
| Gisela Reimann     | Alba (Albinha)                                 |
| Luciano Vianna     | André (Andorinha)                              |
| Ivan de Almeida    | Juraci (Mosca)                                 |
| Elizabeth Hartmann | Helena                                         |
| Miguel Magno       | Billy                                          |
| Tatiana Toffoli    | Carolina (Lina)                                |
| Charles Möeller    | Werner Heimer                                  |
| João Camargo       | Otávio (Tavinho Goiabada)                      |
| Edmundo Félix      | Arcanjo                                        |
| Zé Capeta          | Ele mesmo                                      |
| Maurício do Valle  | Cabeção                                        |
| Antonio Pitanga    | Elomar                                         |
| Celia & Celma      | Luminosa & Luminada                            |
| Dênis & Demian     | Orelhinha & Cotonete                           |
| Marcos Caruso      | Locutor da Rádio Brasil / Narrador da história |

### Participações especiais
| Ator                   | Personagem                                     |
| ---------------------- | ---------------------------------------------- |
| Flor Bartilotti        | Ana de Nazaré (jovem)                          |
| Andréa Fetter          | Dolores Estrada (jovem)                        |
| Valéria Sândalo        | Gorda (jovem)                                  |
| Carolina Ferraz        | Verônica Santos / Elisa (jovem)                |
| Orlando Orfei          | Walter Estrada                                 |
| Roberto Frota          | Chico de Nazaré                                |
| Liana Duval            | dona Amália Botelho                            |
| Yara Lins              | Mãe Candinha                                   |
| Sérgio Britto          | Basílio                                        |
| Riva Nimitz            | Madre Beatriz                                  |
| Via Negromonte         | Luíza                                          |
| Cícero Bernardes       | Cícero                                         |
| Suzana Abranches       | Gislene                                        |
| Antônio Nóbrega        | Tonheta                                        |
| Catarina Abdalla       | Berenice                                       |
| Yaçanã Martins         | Yolanda                                        |
| Luís de Lima           | Persius Bulhões                                |
| Maria Sílvia           | Firmina (Fifi)                                 |
| Hélio Souto            | Prefeito Bruno Boaventura                      |
| Charles Myara          | Conde Rudolf Maximilien Caligari Júnior (Rudy) |
| Jandira Martini        | Vitória Imperial / Martina Ferraz              |
| Carlos Cambraia        | Máximo                                         |
| Rebecca Bueno Silva    | Vera / falsa Maria Lua                         |
| José Dumont            | Mané Duro / Mané Coxo                          |
| Marcélia Cartaxo       | Antônia                                        |
| Evandro Mesquita       | Jair Cardoso Resende (Jacaré)                  |
| Antônio Pompêo         | Delegado da Chapada dos Guimarães              |
| Elomar                 | Ele mesmo                                      |
| Goiano & Paranaense    | Eles mesmos                                    |
| Sula Miranda           | Ela mesma                                      |
| Giovanna Gold          | Marisa Prado                                   |
| Daniel Ávila           | Azelino Prado Ferreira (Zezinho)               |
| Antônio Petrin         | Lamberto Bérgamo                               |
| Renata Fronzi          | Gióia Bérgamo                                  |
| Henrique César         | Ranulfo                                        |
| Luciene Adami          | Marlene                                        |
| Luiz Armando Queiroz   | Rodrigo Cruz                                   |
| Wilza Carla            | Maria Gasolina                                 |
| Kadu Carneiro          | Cadu                                           |
| Renato Borghetti       | Ele mesmo                                      |
| Walter Breda           | Padre Lizâneas                                 |
| Guilherme Corrêa       | Gaudêncio Flores                               |
| Renato Consorte        | Comendador Pirante                             |
| Diva Pieranti          | dona Jandira                                   |
| Gésio Amadeu           | Sebastião (Bastião)                            |
| Leonardo Vieira        | Pedro                                          |
| Beto Carrero           | Ele mesmo                                      |
| Sidney Magal           | Ed Cigano                                      |
| Helena Ranaldi         | Estefânia Piagentini                           |
| Fernando Vieira        | Enrico Piagentini                              |
| Ney Piacentini         | Bonifácio Furacão                              |
| Lafayette Galvão       | Velho Nicolau                                  |
| Lélia Abramo           | Lúcia Piagentini                               |
| Wilma de Aguiar        | Gioconda Piagentini                            |
| Serafim Gonzalez       | Klaus Heimer                                   |
| José de Abreu          | Investigador Roberto Dantas                    |
| Raul Toledo            | Trigueirinho                                   |
| Antônio Gonzalez       | Macedo                                         |
| Luiz Serra             | Delegado de Treze Tílias                       |
| Henrique Martins       | Caminhoneiro de Treze Tílias                   |
| Neuma Morais           | Ela mesma                                      |
| Chitãozinho & Xororó   | Eles mesmos                                    |
| Ruy Maurity            | Ele mesmo                                      |
| Jane Bezerra           | Sofia                                          |
| Betina Vianny          | Letícia Ferreira                               |
| Camilo Bevilacqua      | Dr. Henrique / Tião                            |
| Lala Deheinzelin       | Zaira                                          |
| Andréa L'Abatte        | Dr. Maurício                                   |
| Ilana Hazan            | Adelaide                                       |
| Cy Manifold            | Ele mesmo                                      |
| Walter Takeo Sato      | Hozu Kat                                       |
| Vitor Hugo             | Pedro Piá                                      |
| Ernesto Piccolo        | Augusto                                        |
| Haroldo Costa          | Júlio                                          |
| Roberta Miranda        | Ela mesma                                      |
| Matogrosso & Mathias   | Eles mesmos                                    |
| Gian & Giovani         | Eles mesmos                                    |
| Rui Bartolo            | Comendador Bartolo                             |
| Sérgio Mamberti        | Dom Pupo Valdez                                |
| Renato Master          | Argelino                                       |
| Lígia Cortez           | Marina                                         |
| Irving São Paulo       | Minho                                          |
| Nádia Bambirra         | Nina Valdez                                    |
| Carina Mello           | Alice                                          |
| Tina Águas             | Naiara (Naná)                                  |
| Marcos Oliveira        | Leonardo (Léo)                                 |
| Vicentini Gomez        | Rubens                                         |
| Marília Medina         | Flávia (Flavinha)                              |
| Edmundo Alvarenga      | Gabriel                                        |
| Irene Ravache          | Ela mesma                                      |
| Regina Braga           | Ela mesma                                      |
| Xangai                 | Ele mesmo                                      |
| Milionário & José Rico | Eles mesmos                                    |
| Renato Teixeira        | Ele mesmo                                      |
| Edson Cordeiro         | Ele mesmo                                      |
| Jayne                  | Ela mesma                                      |
| Nalva Aguiar           | Ela mesma                                      |
| Sérgio Reis            | Ele mesmo                                      |
| Eduardo Araújo         | Ele mesmo                                      |
| Sylvinha Araújo        | Ela mesma                                      |
| Lílian Knapp           | Ela mesma                                      |
| Juliano Cezar          | Ele mesmo                                      |
| Lourenço & Lourival    | Eles mesmos                                    |
| Banda Búffalo          | Eles mesmos                                    |
| Sandy & Junior         | Eles mesmos                                    |
| Banda Balaio de Gato   | Eles mesmos                                    |

## Reprises
Foi reexibida de 29 de março a 31 de maio de 1993 em 92 capítulos, às 18h.
Foi reexibida na íntegra pelo SBT, que desde 2008 tinha interesse nas fitas da telenovela, e a reapresentou de 7 de junho de 2010 a 4 de abril de 2011, na faixa das 22h, em 258 capítulos, sete a mais que a versão da TV Manchete, substituindo a reprise de Canavial de Paixões e sendo substituída por Amor e Revolução.
O SBT não cortou as cenas originalmente previstas que fariam a reprise durar apenas 150 capítulos, e produziu capítulos com menor duração em suas últimas semanas. Além disto, algumas cenas foram ao ar duas vezes (cenas de paisagem e flashbacks). Os motivos do SBT tê-la estendido foram a boa audiência da trama (cerca de sete pontos em um horário em que a emissora registrava quatro) e a necessidade de estrear a sua nova telenovela, Amor e Revolução, somente após o fim do Big Brother Brasil 11.[carece de fontes?]

## Repercussão

### Audiência
Ana Raio e Zé Trovão teve média geral de audiência de 15 pontos, 7 a menos que Pantanal, que fechou com 21.6, mas ainda superior ao esperado pela emissora para o horário e suficiente para manter a Rede Manchete na vice-liderança.
Em sua reprise pelo SBT garantia a vice-liderança, o que fez com que a emissora estendesse a trama. No capítulo de 23 de junho de 2010, a reprise registrou 10 pontos na Grande São Paulo, na frente da Rede Record que exibia Ribeirão do Tempo. Em 16 de julho, a reprise registrou média de 9 pontos, fechando em segundo lugar.

## Trilha sonora

### A História de Ana Raio e Zé Trovão
A História de Ana Raio e Zé Trovão, também conhecido como A História de Ana Raio e Zé Trovão - Volume 1, é a trilha sonora da telenovela brasileira de mesmo nome da Rede Manchete, lançada em LP, K7 e CD pela Bloch Discos em 1991, conta com produção musical de Guti Carvalho.
A capa do álbum é estampada por Ingra Liberato como Ana Raio, e Almir Sater como Zé Trovão, os protagonistas da telenovela. Ambos aparecem caracterizados com os trajes típicos de seus personagens, reforçando a identidade visual e temática do álbum. O álbum é composto por um repertório musical diversificado, que se alinha perfeitamente com a atmosfera da telenovela. As canções complementam a narrativa, evocando temas como o amor no campo, a busca pela liberdade, a aventura e o dia a dia na estrada. A seleção de faixas inclui tanto composições originais quanto versões em português de clássicos internacionais, demonstrando uma rica tapeçaria musical.
A História de Ana Raio e Zé Trovão conta com interpretações de grandes nomes da MPB, como Maria Bethânia, Chico Buarque e o grupo Boca Livre, que trouxeram sofisticação e lirismo à trilha. Ao lado deles, importantes representantes da música sertaneja e música regional brasileira, como Chitãozinho e Xororó, Almir Sater (também protagonista da novela e renomeado violeiro), Xangai, a dupla Sá & Guarabira e Ruy Maurity, complementam a sonoridade, trazendo a autenticidade e a energia do universo caipira e do rodeio. A marcante presença da banda Sagrado Coração da Terra, liderada por Marcus Viana, é um pilar da identidade sonora do álbum, especialmente com a sua música "Raio e Trovão", o tema de abertura da telenovela.
Lista de faixas
| A História de Ana Raio e Zé Trovão – LP, K7 e CD |                                                                        |                                              |                          |         |  |
| N.º                                              | Título                                                                 | Compositor(es)                               | Artista(s)               | Duração |  |
| 1.                                               | "Estradas do Interior (Take Me Home, Country Roads)" (Tema de rodeios) | (original) Carlão (versão)                   | Ruy Maurity              | 2:55    |  |
| 2.                                               | "João Balaio" (Tema de João Riso)                                      | Hank Williams (original) João Bosco (versão) | Boca Livre               | 3:35    |  |
| 3.                                               | "Flor de Ir Embora" (Tema da Flor Violeta)                             | Fátima Guedes                                | Maria Bethânia           | 3:50    |  |
| 4.                                               | "Atrás Poeira" (Tema de Canjerê)                                       | Ivan Lins Vítor Martins                      | Sá e Guarabyra           | 4:15    |  |
| 5.                                               | "As Voltas que o Mundo Dá" (Tema de Daniel)                            | Lenine Dudu Falcão                           | Lenine                   | 3:55    |  |
| 6.                                               | "Ana Raio" (Tema da personagem homônima)                               | Xangai Jatobà                                | Xangai                   | 3:54    |  |
| 7.                                               | "Raio e Trovão" (Tema de abertura)                                     | Marcus Viana                                 | Sagrado Coração da Terra | 1:10    |  |
| 8.                                               | "Cowboy de Asfalto" (Tema geral)                                       | Joel Marques                                 | Chitãozinho & Xororó     | 3:55    |  |
| 9.                                               | "Esperança Manhã" (Tema da Maria Lua)                                  | Marcus Viana                                 | Marcus Viana             | 4:15    |  |
| 10.                                              | "Vale do Rio Vermelho (Red River Valley)" (Tema dos rodeios)           | Ariovaldo Pires (adaptação e letra)          | Neuma Morais             | 3:20    |  |
| 11.                                              | "Valsa Brasileira" (Tema de Bob Lamb e Clarice)                        | Edu Lobo Chico Buarque                       | Chico Buarque            | 2:56    |  |
| 12.                                              | "Capim Azul" (Tema de rodeios)                                         | Almir Sater                                  | Almir Sater              | 3:12    |  |
| 13.                                              | "Meu Primeiro Amor" (Tema de Andorinha e Albinha)                      | (original) (versão)                          | Célia & Celma            | 3:20    |  |
| 14.                                              | "Cavaleiros do Céu (Riders in the Sky)" (Tema do Zé Trovão)            | Stan Jones (original)                        | Dênis & Demian           | 3:12    |  |
| Duração total:                                   | Duração total:                                                         | Duração total:                               | Duração total:           | 48:29   |  |

### A História de Ana Raio e Zé Trovão – Volume 2
A História de Ana Raio e Zé Trovão - Volume 2 é a segunda trilha sonora da telenovela brasileira de mesmo nome da Rede Manchete, lançado em 1991 pela Bloch Discos em LP e K7.
O álbum conta novamente com produção musical de Guti Carvalho. A capa do álbum é novamente estampada por Ingra Liberato e Almir Sater, que interpretam Ana Raio e Zé Trovão, os protagonistas da telenovela, mantendo a identidade visual estabelecida no Volume 1. 
O Volume 2 reúne canções interpretadas por um elenco diversificado de artistas, que transita entre a MPB e a música sertaneja e regional. Essas faixas foram selecionadas para complementar a narrativa da trama, explorando temas como o amor, a saudade, a aventura, a vida itinerante e as paisagens brasileiras. 
A trilha conta com a participação de nomes como Sidney Magal, que com seu estilo vibrante interpreta "Bésame Mucho", Orlando Morais, com "Marujo da Estrada", e Marcelo Barra, com "Maria Lua", que juntos trazem um toque mais urbano, romântico e eclético ao álbum. Ao lado deles, importantes representantes da música sertaneja e regional brasileira, como Almir Sater, que além de protagonista da novela, interpreta a marcante "Hora do Clarão" (tema de Ana Raio e Zé Trovão), Neuma Morais em "Vaqueiro", a dupla Goiano e Paranaense com "Estrada de Dolores", Ruy Maurity em "Companheira" e Célia & Celma com "Preciso de Amor", reforçam a autenticidade e a conexão com o universo do campo e as diversas sonoridades regionais do Brasil. Complementando essa sonoridade, o músico instrumentista e gaiteiro Renato Borghetti adiciona um elemento da música tradicional do Sul do Brasil com "Bailinho na Capela". A canção "Pro Meu Amor" (tema da Malvina), interpretada por Sylvia Patricia, é uma versão conhecida do clássico folk internacional "500 Miles". 
A forte presença de Marcus Viana, o compositor e intérprete de faixas como "Tema da Vida" (tema de Ana Raio), "Fada Madrinha" (tema da Ana Raio e Maria Lua) e "Rodando o Brasil" (tema de Ana Raio e Zé Trovão no sul), é um pilar da identidade sonora do álbum. A faixa final do disco, novamente a canção "Raio e Trovão", interpretada pela banda Sagrado Coração da Terra, liderada por Marcus Viana, é o icônico tema de abertura da telenovela. Neste volume, a música é apresentada em uma versão longa e completa, aprofundando a experiência do ouvinte com esse marco sonoro da novela.
Lista de faixas
| A História de Ana Raio e Zé Trovão – Volume 2 – LP e K7 |                                                          |                                             |                          |         |  |
| N.º                                                     | Título                                                   | Compositor(es)                              | Artista(s)               | Duração |  |
| 1.                                                      | "Tema da Vida" (Tema da Ana Raio)                        | Marcus Viana                                | Marcus Viana             | 3:45    |  |
| 2.                                                      | "Hora do Chorão" (Tema de Ana Raio e Zé Trovão)          | Almir Sater Renato Teixeira                 | Almir Sater              | 3:40    |  |
| 3.                                                      | "Fada Madrinha" (Tema da Ana Raio e Maria Lua)           | Marcus Viana                                | Vanessa Falabella        | 3:25    |  |
| 4.                                                      | "Rodando o Brasil" (Tema de Ana Raio e Zé Trovão no Sul) | Marcus Viana                                | Marcus Viana             | 1:20    |  |
| 5.                                                      | "Marujo da Estrada" (Tema de Niltinho)                   | Tony Costa Orlando Morais                   | Orlando Morais           | 3:55    |  |
| 6.                                                      | "Pro Meu Amor (500 Miles)" (Tema da Malvina)             | Hedy West (original) Tavinho Paes (versão)  | Sylvia Patricia          | 4:00    |  |
| 7.                                                      | "Companheira" (Tema das festas de rodeio)                | Ruy Maurity Carlão                          | Ruy Maurity              | 3:12    |  |
| 8.                                                      | "Vaqueiro" (Tema da escola de peões)                     | Neuma Morais Neon Morais                    | Neuma Morais             | 3:30    |  |
| 9.                                                      | "Besame Mucho" (Tema de Ed Cigano)                       | Consuelo Velázquez                          | Sidney Magal             | 3:18    |  |
| 10.                                                     | "Maria Lua" (Tema da personagem homônima)                | Marcelo Barra Rinaldo Barra Mauri de Castro | Marcelo Barra            | 3:48    |  |
| 11.                                                     | "Bailinho na Capela" (Tema das festas de rodeio no Sul)  | Itajaiba Mattana Adelar Bertussi            | Renato Borghetti         | 2:15    |  |
| 12.                                                     | "Estrada de Dolores" (Tema de Dolores Estrada)           | Paraíso Goiano                              | Goiano e Paranaense      | 2:45    |  |
| 13.                                                     | "Preciso de Amor"                                        | Cecílio Nena Nicéas Drumont                 | Célia & Celma            | 4:00    |  |
| 14.                                                     | "Raio e Trovão" (Tema de abertura)                       | Marcus Viana                                | Sagrado Coração da Terra | 3:38    |  |
| Duração total:                                          | Duração total:                                           | Duração total:                              | Duração total:           | 46:31   |  |